# جثوم وحيد
جَثوم وحيد أو هابلوكرومس (الاسم العلمي: Haplochromis)، جنس أسماك من فصيلة البلطية.